# Polypsecadium rusbyi
Polypsecadium rusbyi är en korsblommig växtart som först beskrevs av Nathaniel Lord Britton, och fick sitt nu gällande namn av Al-shehbaz. Polypsecadium rusbyi ingår i släktet Polypsecadium och familjen korsblommiga växter. Inga underarter finns listade i Catalogue of Life.